# Plectocomia billitonensis
Plectocomia billitonensis är en enhjärtbladig växtart som beskrevs av Odoardo Beccari. Plectocomia billitonensis ingår i släktet Plectocomia och familjen Arecaceae. Inga underarter finns listade i Catalogue of Life.